# ケンコーマヨネーズ
ケンコーマヨネーズ株式会社（英: KENKO Mayonnaise Co., Ltd.）は、東京都杉並区に本社を置くマヨネーズを中心とした調味料製造メーカーである 。
東京に本社があるが、発祥の地が神戸であるため、登記上本店は兵庫県神戸市灘区都通3丁目3番16号に存在している。
外食産業向け調味料に強く、各地の学校給食でも古くから採用されている。また、日本マクドナルド向けのハンバーガー用マヨネーズの供給も行っている。

## 沿革
- 1952年 - 有限会社森本商店（神戸市）設立。
- 1958年 - 森本油脂株式会社に組織変更。
- 1966年 - ケンコー・マヨネーズ株式会社に商号変更。
- 1967年 - 名古屋店（現名古屋支店）設置。東京店（現東京本社）設置。神戸工場設置、本社移転。
- 1973年 - 仙台営業所（現仙台支店）設置。
- 1975年 - 大阪支店設置。
- 1976年 - 稲城工場設置。福岡支店設置。
- 1979年 - 札幌営業所（現札幌支店）設置。広島駐在所（現広島支店）設置。厚木工場設置。
- 1988年 - 西神戸工場設置。
- 1990年 - 株式会社九州ダイエットクック開設。
- 1991年 - 株式会社ダイエットクック埼玉（現株式会社関東ダイエットクック）設立。
- 1992年 - ケンコー・マヨネーズ株式会社をケンコーマヨネーズ株式会社に商号変更。
- 1993年 - グループ統括センター（現東京本社）設置。株式会社ダイエットクック白老設立。
- 1994年 - 山梨工場設置。日本証券業協会（現 JASDAQ）へ株式を店頭登録。
- 1995年 - 株式会社ダイエットエッグ東日本（現株式会社関東ダイエットエッグ）設立。ライラック・フーズ株式会社設立。株式会社関西ダイエットクック設立。
- 1997年 - 株式会社ダイエットクックサプライ設立。
- 2003年 - 御殿場工場設置。
- 2005年 - サラダカフェ株式会社設立。
- 2007年 - 西日本工場（舞鶴市）第一工場完成。
- 2009年 - 本社を杉並区高井戸東に移転（元来の本社は神戸支店へ組織変更）。
- 2011年3月24日 - 東京証券取引所2部に上場。
- 2012年3月30日 - 東京証券取引所1部へ指定替え。
- 2012年7月 - PT．Intan Kenkomayo Indonesia（インドネシア ジャカルタ）設立
- 2014年 - 静岡富士山工場完成。

## 事業所

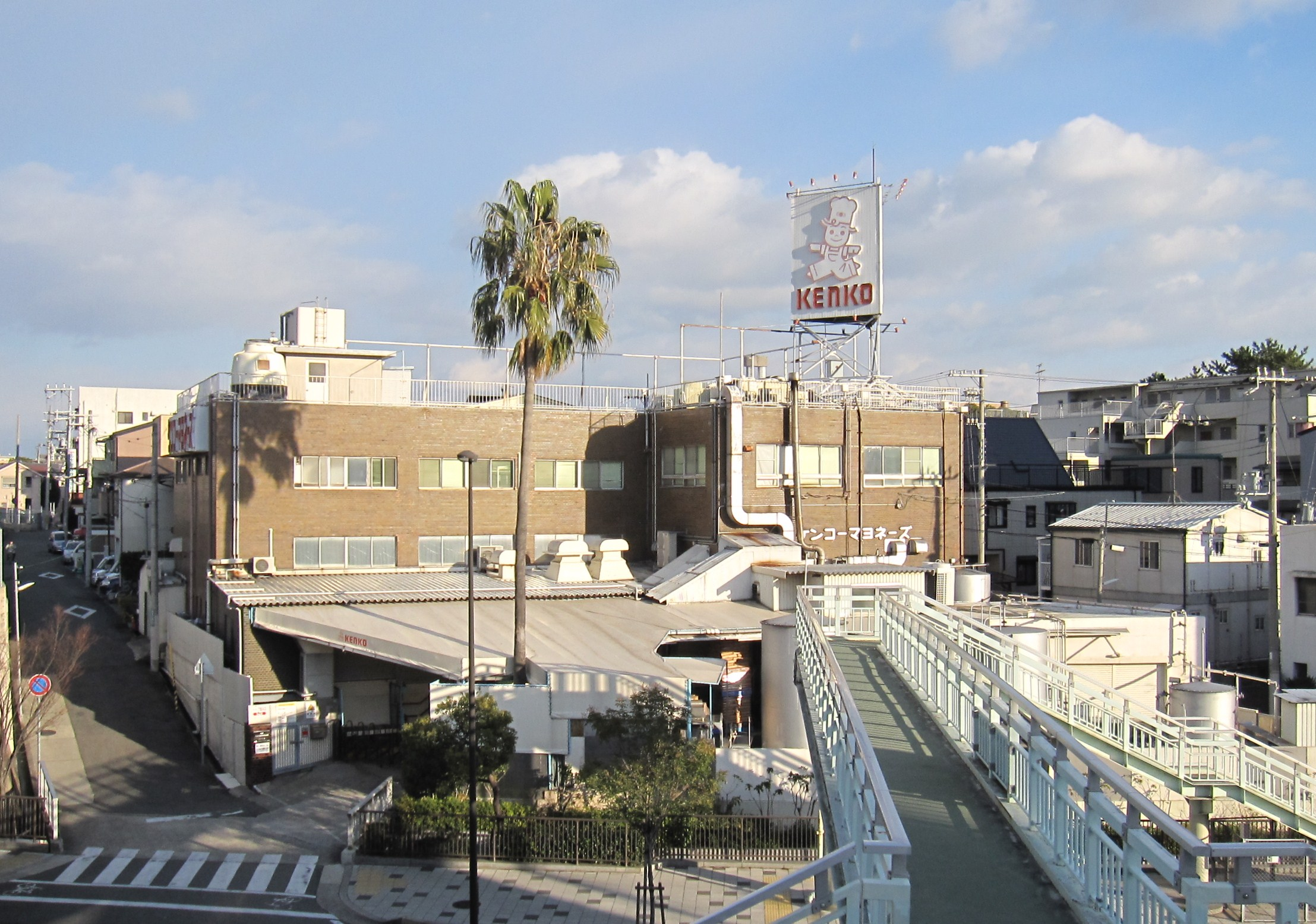
神戸工場（本店所在地）

- 厚木工場 - 神奈川県厚木市上依知3028-2
- 山梨工場 - 山梨県西八代郡市川三郷町宮原1960-1
- 御殿場工場 - 静岡県御殿場市保土沢640-1
- 静岡富士山工場 - 静岡県富士市大渕字城山2261-3
- 西日本工場 - 京都府舞鶴市倉谷1350-2
- 神戸工場 - 神戸市灘区都通3-3-16（神戸支店併設・登記上の本店）
- 西神戸工場 - 神戸市西区高塚台7-2

## 関連会社
- ライラック・フーズ株式会社 - 北海道白老郡白老町字石山68-9
- 株式会社ダイエットクック白老 - 北海道白老郡白老町字石山68-11
- 株式会社関東ダイエットクック - 埼玉県入間郡三芳町上富504-2
- 株式会社関東ダイエットエッグ - 東京都東村山市青葉町2-44-3
- サラダカフェ株式会社 - 大阪府吹田市広芝町10-35 江坂南口第二ビル
- 株式会社関西ダイエットクック - 京都府綾部市城山町5
- 株式会社ダイエットクックサプライ - 広島県福山市曙町3-23-16
- 株式会社九州ダイエットクック - 佐賀県佐賀市高木瀬西6-9-6